# تیم ملی بسکتبال مردان پاپوآ گینهٔ نو
تیم ملی بسکتبال پاپوآ گینه نو نماینده پاپوآ  گینه نو در مسابقات بین‌المللی است.